# FairPlay
FairPlay jest systemem zabezpieczeń przed nielegalnym używaniem danych cyfrowych (DRM) firmy Apple Computer. Technologia ta wbudowana jest w iPodach, iTunes, oraz iTunes Store. Wszelkie pliki pobrane w ramach Apple Music są zakodowane właśnie dzięki FairPlay. FairPlay jest technologią szyfrującą pliki muzyczne AAC, która nie pozwala na odsłuchiwanie ich na nieautoryzowanych komputerach oraz innych urządzeniach.
FairPlay opiera się na technologii stworzonej przez firmę Veridisc.